# Csontszínű karcsúbagoly
A csontszínű karcsúbagoly (Macrochilo cribrumalis) a kvadrifid bagolylepkefélék családjába tartozó, Európában honos lepkefaj. 

## Megjelenése
A csontszínű karcsúbagoly szárnyfesztávolsága 23-27 mm. Elülső szárnya világos csontszínű, ritkás barna hehintéssel. A szegélynél egy egyenes, tőle kissé beljebb pedig egy enyhén hullámos, homályos, sötétebb érközi pontokból álló keresztvonal húzódik. Ritkán belső keresztvonal is látszik. A szárny közepén kis, sötét petty (holdfolt) található. Hátulsó szárnya fehéressárga, a szegély- és a tővonal alig sötétebb az alapszínnél; középen itt is kis petty látszik. Fonákja világos sárgásszürke.
Változékonya nem számottevő. 
Hernyója némileg orsó alakú, világosbarna színű. Hátán vékony sötétbarna vonal, ennek kétoldalán szélesebb, elmosódottabb sávok húzódnak végig. Torán fekete folt található. Bábja karcsú, vörösbarna. 

### Hasonló fajok
Magyarországon nem él másik, hasonló faj.

## Elterjedése
Európában honos a Pireneusoktól az Urálig. A mediterrán térségből hiányzik vagy ritka. Magyarországon elszórtan az egész országban előfordul a sík- és dombvidéki lápok, tavak környékén. 

## Életmódja
Mocsarak, láprétek, láperdők, sekély tópartok, nedves élőhelyek lakója. 
Évente egy nemzedéke nő fel, imágóival júniustól kora augusztusig lehet találkozni. Alkonyatkor és éjszaka aktív, a mesterséges fény vonzza. Hernyója különféle sás-, káka, perjeszittyófajok friss és bomló leveleivel táplálkozik. A kifejlett hernyó a földre hullott sás- és nádlevelek között áttelel. Összeszőtt moha- vagy fűszálak között bábozódik.

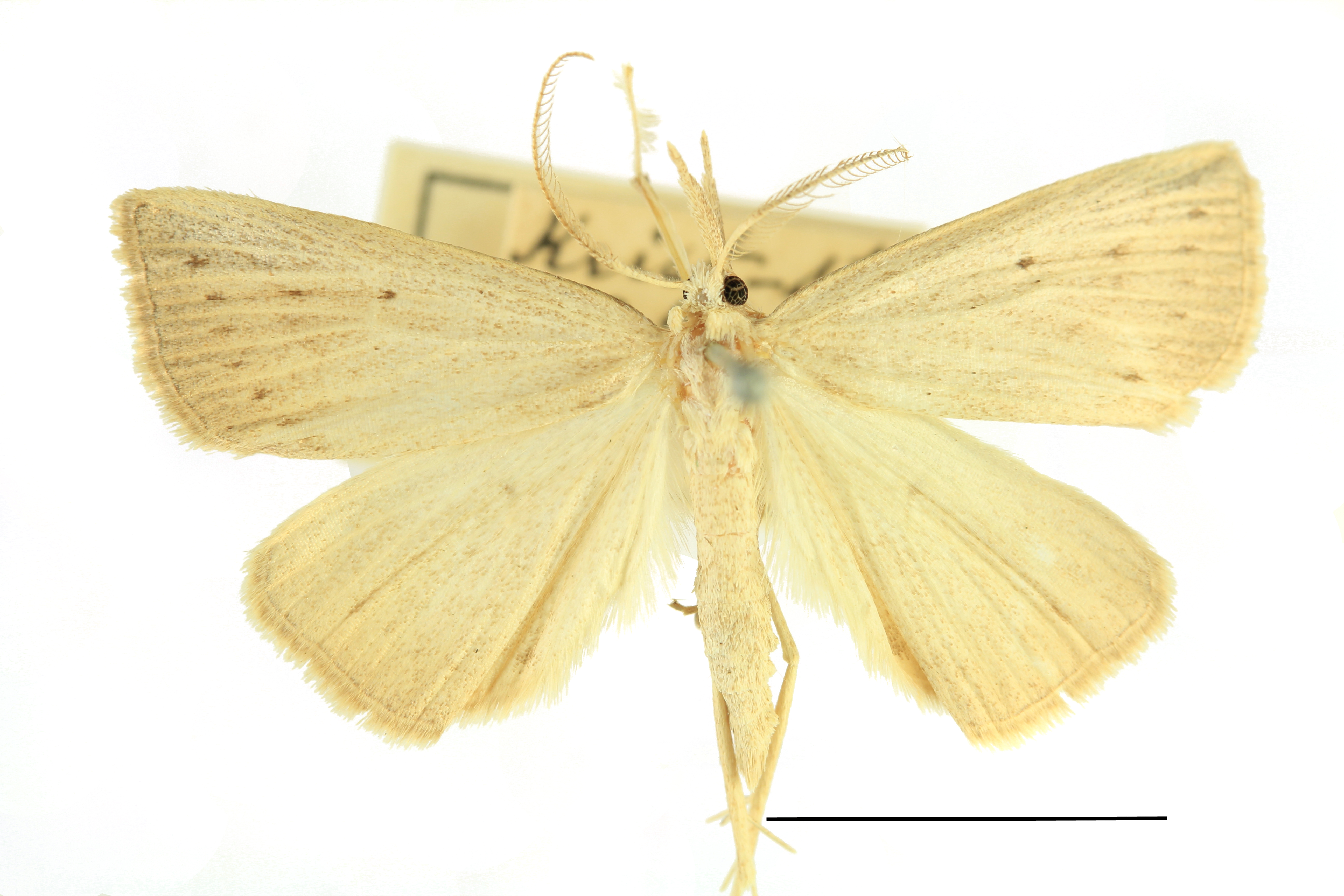
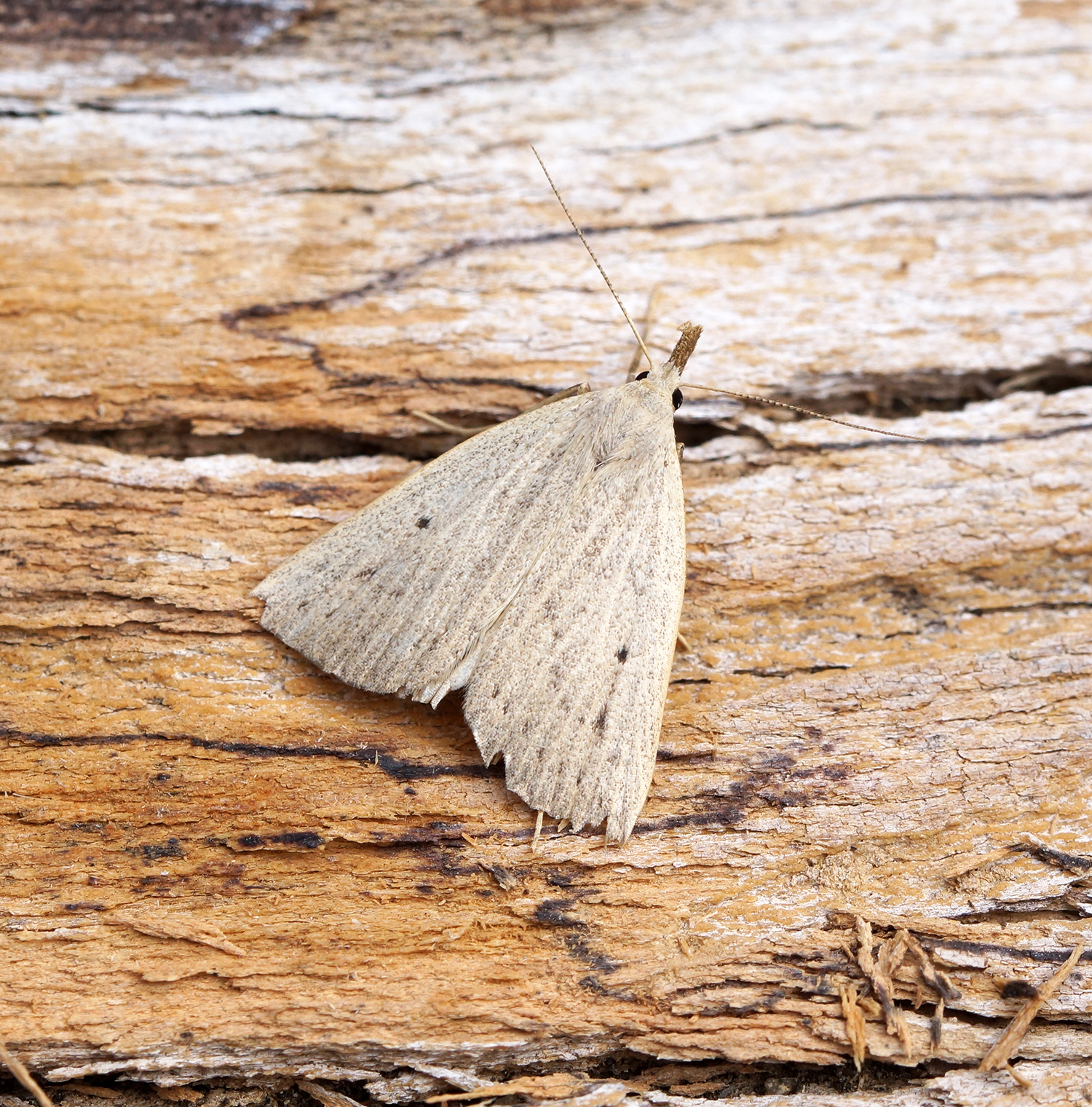
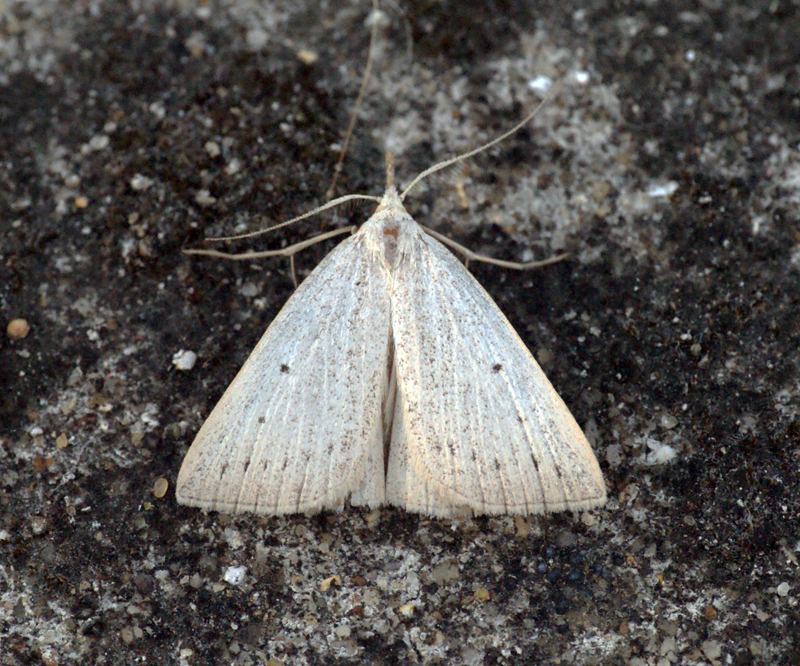
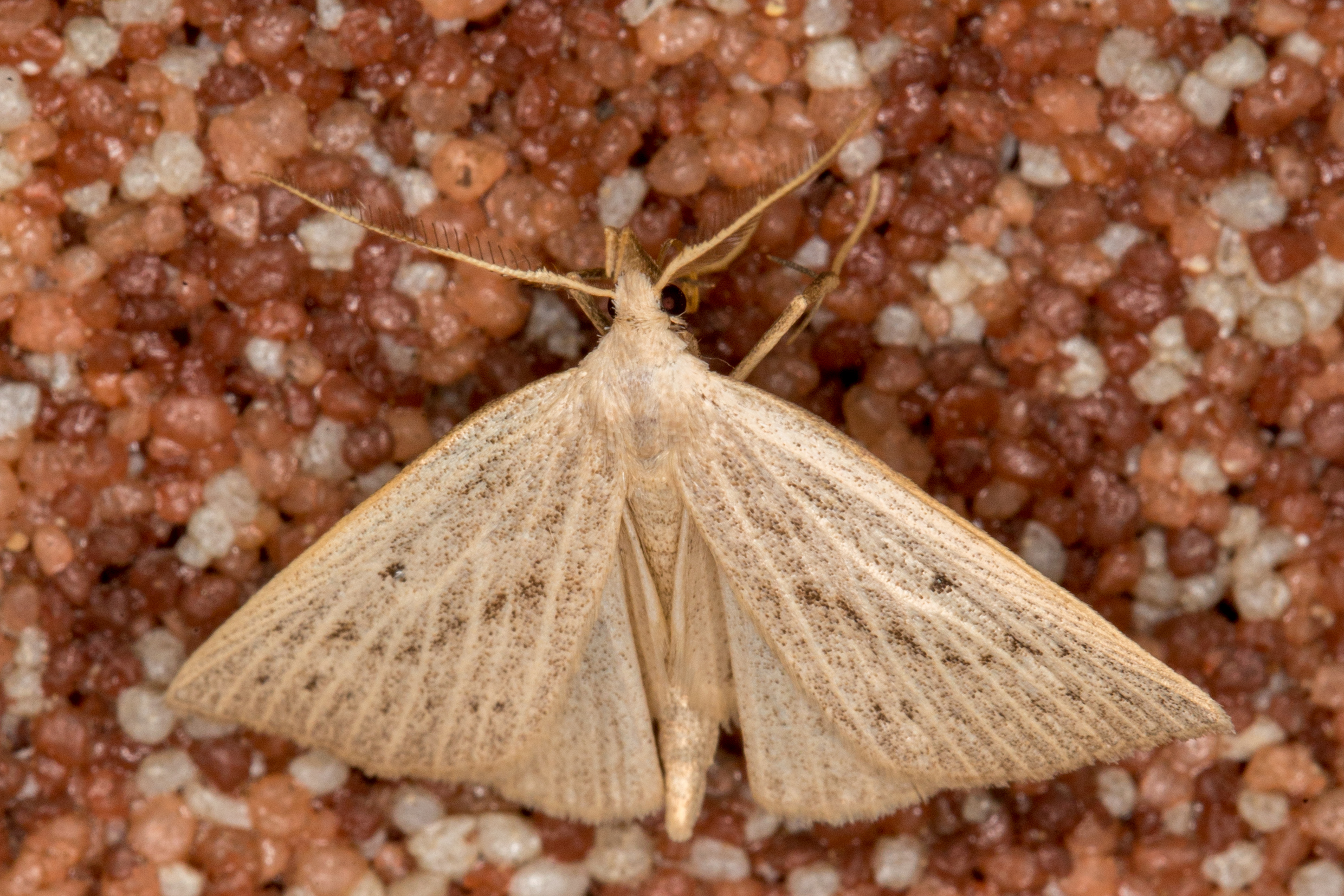
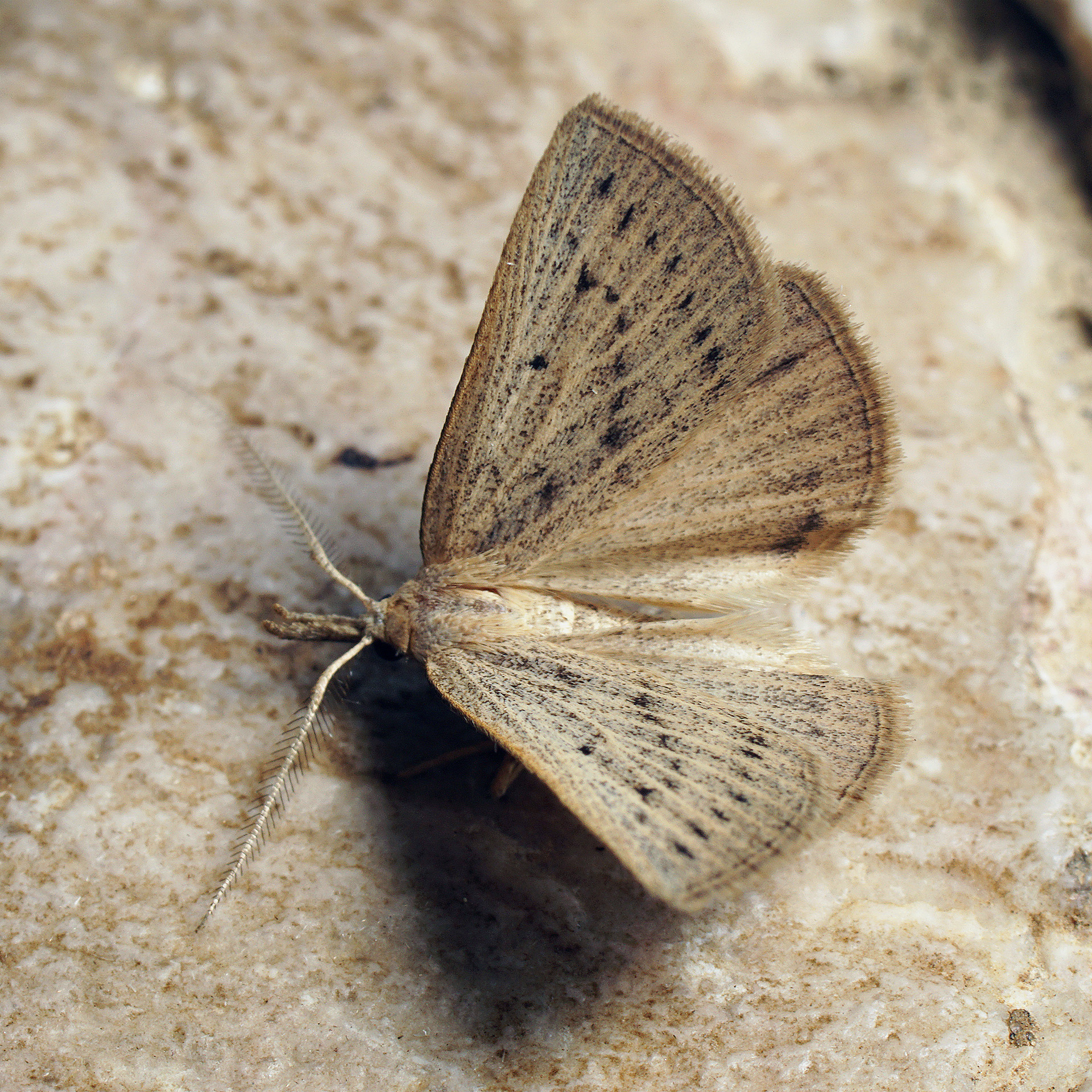

Magyarországon nem védett.